# 송삼초등학교
송삼초등학교는 대한민국 경기도 여주시에 있는 공립 초등학교이다.

## 학교 연혁
- 1964.02.15 금당초등학교 원승분실로 설립 인가
- 1966.01.26 금당초등학교 원승분교장으로 승격 (4학급)
- 1967.12.13 송삼초등학교로 승격
- 1968.04.01 개교
- 2009.12.21 초등교과특성화 최우수(경기도교육감)
- 2009.12.23 자율장학 최우수(경기도교육감)
- 2010.12.20 즐거운 학교 행복한 교실 운영 우수교
- 2010.12.31 자율장학 및 장학지원 최우수교 (경기도 교육감)
- 2014.02.14 제46회 졸업식(졸업생 누계 1,214명)
- 2014.03.01 제16대 현동수 교장 취임
- 2014.03.01 초등 6학급, 유치원 1학급
- 2017.03.01 제 18대 공영숙 교장 취임
- 2019.12.31 방과후학교 운영 활성화 최우수교(경기도교육감)
- 2019.12.31 학교언어문화개선 프로젝트 유공 우수교(교육장)
- 2019.12.31 예술교육 활성화 최우수(경기도교육감)
- 2019.12.31 미래학교 공간재구조화 사업 추진 우수교(교육장)
- 2020.12.31 학력향상 프로그램 우수운영 유공 기관(교육장)
- 2020.12.31 학교문화예술교육 우수운영교(교육장)
- 2020.12.31 학교체육스포츠클럽 우수교(교육장)
- 2020.12.31 원격교욱 선도학교 유공기관 (경기도교육감 표창)
- 2021.01.07 제 53회 졸업식(졸업생 누계 1,274명)
- 2021.03.01 송삼초등학교 6학급, 유치원 1학급 편성
- 2022.01.04 제 54회 졸업식(졸업생 누계 1,283명)
- 2022.03.01 제 19대 최건자 교장 취임
- 2023.01.12 제 55회 졸업식(졸업생 누계 1,291명)
- 2025.01.06 제 57회 졸업식(졸업생 누계 1,304명)